# سه تلن (سه تپه)
سه تلن (سه تپه) در شهرستان کهگیلویه، بخش مرکزی، روستای کوشک واقع شده و این اثر در تاریخ ۲۴ فروردین ۱۳۸۲ با شمارهٔ ثبت ۸۳۳۹ به‌عنوان یکی از آثار ملی ایران به ثبت رسیده است.